# Zwarte magie

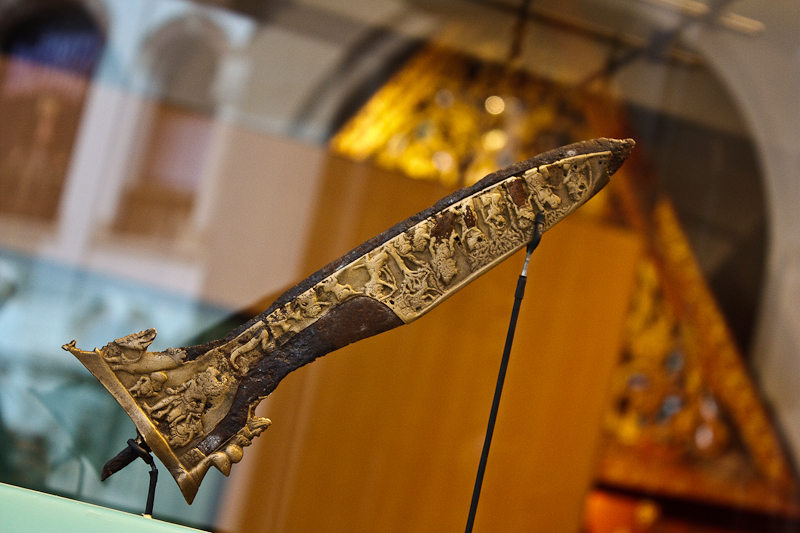
De legendarische Kris van Knaud
Bijna een eeuw verloren gewaand, maar recent hervonden en nu op een ereplaats in het Wereldmuseum Amsterdam: de oudst bekende gedateerde kris ter wereld (met ingegraveerde datering 1264 = 1342 na Chr.). De kostbaarste en oudste pusaka van het Javaanse hof werd geschonken aan Charles Knaud (geb. 1840) die als traditioneel Javaans genezer (dukun) de Javaanse kroonprins het leven redde van zwarte magie. Op het lemmet, bekleed met bladkoper, een tafereel uit het Ramayana-epos: de apengeneraal Hanuman oog in oog met een vijandelijk leger.

Onder zwarte magie wordt een vorm van magie verstaan die gebruikmaakt van kwade krachten en gewoonlijk voor negatieve doeleinden aangewend wordt. Zwarte magie zou dan bijvoorbeeld toegepast worden om te doden, verwonden of vernielen of voor persoonlijk winstbejag zonder consideratie voor mogelijk nadelige gevolgen die anderen daarvan ondervinden. 
De term zwarte magie is etymologisch ontstaan uit nekromantia (Grieks voor necromantie, letterlijk: "doodswichelarij") dat abusievelijk als negromantia (letterlijk: "zwarte wichelarij") geschreven werd. Personen die magie bedrijven worden gewoonlijk magiërs, heksen of tovenaars genoemd.
De historicus Livius beschreef de executie van duizenden mensen (in 184-183 en 180-179 v.Chr.) vanwege het gebruik van veneficia, magie die bedoeld was letsel of schade toe te brengen of zelfs te doden. In 81 v.Chr. werd in Rome een wet aangenomen (lex Cornelia de sicariis et veneficiis - de Wet van Sulla met betrekking tot moord, vergiftiging en kwaadaardige magie), deze wet werd al snel uitgebreid zodat ook venena eronder viel. Het Romeinse wetboek De Twaalf Tafelen (451-450 v.Chr.) bevat wetgeving tegen het uitspreken van kwaadaardige bezweringen.
Ook in de moderne tijd worden er nog heksenjachten georganiseerd tegen personen die verdacht worden van zwarte magie. In 2013 werd in Indonesië gewerkt aan een wet die vervolging van heksen en tovenaars die zwarte magie gebruikten mogelijk maakte.
In het Nederlandse Oudewater staat nog altijd de "Heksenwaag" waar mensen zich kunnen laten wegen (mensen die te licht wogen werden vroeger beschouwd als heks, aangezien heksen licht moesten wegen om op bezems te kunnen vliegen). Wie zich heeft laten wegen en niet te licht is bevonden krijgt hier nog steeds een weegcertificaat waarmee hij/zij gevrijwaard is van hekserij en dus ook van zwarte magie.

## Opvattingen over magie
Er bestaan grote meningsverschillen over het verschil tussen zwarte magie en witte magie en er zijn verschillende theorieën ontstaan die de twee takken vergelijken en uitlichten:
- Geheel gelijk: Er bestaat geen verschil tussen witte magie en zwarte magie, alle magie is inherent slecht of zondig en dus te classificeren als zwarte magie. Vele religies zijn deze mening toegedaan, waaronder de meeste christelijke, islamitische, joodse, boeddhistische en hindoeïstische denominaties. Vanuit deze optiek wordt zwarte magie veelal geassocieerd met traditioneel satanisme.
- Gescheiden maar eender: zwarte en witte magie zijn identiek, het enige verschil bestaat uit hun einddoelen. Volgens deze opvatting kan eenzelfde magische praktijk als zwart of wit geclassificeerd worden al naargelang het behaalde of beoogde resultaat. De meeste religies zijn deze overtuiging toegedaan, en ze verschijnt ook in fictie.
- Geen verbinding: zwarte en witte magie zijn beide vormen van magie, maar ze verschillen fundamenteel en worden op een andere manier uitgevoerd, ook al worden deels dezelfde resultaten nagestreefd. Deze houding vindt men het meest terug in fictie, waaronder in Harry Potter.
- Tegenpolen: De overtuiging van de middeleeuwer was dat magie wel vaker een negatieve werking (zwarte magie) had als men de handelingen van de witte magie (of van de christelijke magie) omkeerde of bezweringen en gebeden achterstevoren opzei.
- Neutraal: er is geen zwarte of witte magie, er is kracht (numen) in alles dat er bestaat. Deze kracht kan gebruikt worden om (persoonlijke) doelen te verwezenlijken in rituele handelingen of jaarfeesten (sabbats) zoals in de meeste natuurreligies gebeurt. Wel met de regel: "zolang je niemand schaadt, doe wat je wilt".

## Voorbeelden van zwarte magie in films, boeken en computergames
- In veel boeken en films wordt zwarte magie als horrorelement gebruikt, met name in de dodenbezwering en Voodoo worden in werken over ondoden (zombies en vampieren).
- In de Donald Duck-strips gebruikt Zwarte Magica zwarte magie, zij wil het geluksdubbeltje van Dagobert Duck omsmelten tot een amulet in de lava van de Vesuvius.
- In de serie Heksen en ... van Kim Harrison kost magie een stuk van levensenergie. Iemand die zwarte magie gebruikt kan de prijs van de levensenergie echter afwentelen op een ander. Dit kan een dier zijn of ander levend wezen, zoals een mens. Demonen in haar sessie worden door mensen gebruikt om de wilde energie van de leylijnen te filteren en dienen als buffer voor het geval dat de energie zich tegen hen keert. De prijs is dat hun zielen/aura's steeds zwarter worden. Hiermee wordt ook een mogelijke verklaring gegeven waarom het zwarte magie heet.
- In de Monkey Island-franchise, een avonturenspel voor computer, wordt bijna constant aan zwarte magie, voodoo en bezweringen gedaan. Protagonist Guybrush Threepwood gebruikt die voor goede doeleinden, antagonist LeChuck gebruikt ze daarentegen voor minder goede.
- In de Harry Potter-boeken van J.K. Rowling wordt zwarte magie gebruikt door de heer Voldemort en zijn handlangers (Dooddoeners). Het wordt in deze boeken ook wel duistere magie of zwarte kunsten genoemd. Op Zweinstein wordt het vak Verweer tegen de Zwarte Kunsten gegeven, waarbij tovenaars leren hoe ze zich hiertegen kunnen verdedigen.